# Pericyma albidens
Pericyma albidens är en fjärilsart som beskrevs av Herrich-Schäffer 1845. Pericyma albidens ingår i släktet Pericyma och familjen nattflyn. Inga underarter finns listade i Catalogue of Life.